# 23e brigade d'infanterie (Australie)
Pour les articles homonymes, voir 23e brigade.
La 23e brigade d'infanterie est une unité d'infanterie de la taille d'une brigade de l'armée australienne. 
La brigade est brièvement créée en 1912 en tant que formation de l'armée de réserve australienne dispensant une formation dans le cadre du programme de formation obligatoire. Plus tard, elle fut reformée en juillet 1940 pour servir pendant la Seconde Guerre mondiale, la brigade étant initialement une formation de la Seconde force impériale australienne affectée à la 8e division ; cependant, après la capture de ses sous-unités par les Japonais en 1942, elle est réformée avec des bataillons de milice et est principalement utilisée dans un rôle de garnison autour de Darwin, dans le Territoire du Nord, jusqu'à la fin de la guerre, lorsqu'elle s'est engagée dans les combats contre les Japonais sur Bougainville. L'unité est dissoute en 1946.